# Tasca (gestió de projectes)
En la gestió de projectes, una tasca és una activitat que s’ha de dur a terme en un període definit o en un termini per assolir un objectiu relacionat amb la feina. És una petita peça essencial d’un treball que serveix de mitjà per diferenciar diversos components d’un projecte. Una tasca es pot desglossar en assignacions que també haurien de tenir una data d'inici i finalització definida o un termini límit per completar-les. Una o més assignacions en una tasca posa la tasca en execució. La realització de totes les assignacions en una tasca específica normalment fa que la tasca es completi. Les tasques es poden enllaçar per crear dependències.
La realització de tasques en general requereix la coordinació amb altres membres. La interacció humana coordinada assumeix el paper de combinar la integració de temps, energia, esforç, capacitat i recursos de diverses persones per assolir un objectiu comú. La coordinació també es pot considerar com el mecanisme crític que vincula o lliga els esforços a nivell individual amb el de la tasca més gran que estan completant diversos membres. La coordinació permet realitzar amb èxit les grans tasques que altrament seria difícil de dur a terme individualment.
En la majoria de projectes, les tasques poden patir un dels dos inconvenients principals:
- Dependència de tasques: cosa normal, ja que la majoria de tasques es basen en altres per executar-les. Tanmateix, això pot conduir a l'estancament d'un projecte quan moltes tasques no es poden iniciar tret que s'acabin d'altres.
- Comprensió poc clara del terme tasca completa: per exemple, si una tasca està completada al 90%, vol dir que només trigarà 1/9 del temps ja dedicat a aquesta tasca a acabar-la? Tot i que això és matemàticament correcte, poques vegades és així en la pràctica.[1]